# Malteser International
 (juillet 2012).
Si vous disposez d'ouvrages ou d'articles de référence ou si vous connaissez des sites web de qualité traitant du thème abordé ici, merci de compléter l'article en donnant les références utiles à sa vérifiabilité et en les liant à la section « Notes et références ».

Emblème ou blason

Malteser International est le corps international d’aide humanitaire de l'ordre souverain de Malte.
L’organisation a plus de 50 ans d’expérience humanitaire et intervient aujourd’hui sur près de 100 projets chaque année dans une vingtaine de pays d’Afrique, d’Asie, d'Amérique, d'Europe et du Moyen-Orient. 27 associations nationales et prieurés de l’ordre souverain de Malte adhèrent aujourd’hui à Malteser International. Le siège de l'organisation est basé à Cologne, en Allemagne.

## Histoire[2]
Malteser International est issu de l’ordre souverain de Malte Allemagne (fondé en 1953) et de son organisme de secourisme à l’étranger (« Auslandsarbeit »). En 1992, l’ordre souverain de Malte crée l’ECOM, le corps d’urgence de l’ordre de Malte (Emergency Corps of the Order of Malta), composé de l’organisme de secourisme allemand « Auslandsdienst » et de nombreuses autres associations nationales de l’ordre souverain de Malte. Sa mission était d’apporter une aide à la suite de catastrophes naturelles ou de crises majeures, comme ce fut le cas au Kosovo en 1999 ou lors du tremblement de terre de Bam (Iran) en 2003. En réponse au tsunami de 2004 en Asie du Sud Est, Malteser International a remplacé ECOM pour devenir le corps international d’aide humanitaire de l’ordre souverain de Malte. Les missions de Malteser International concernent à la fois le secours d’urgence que des programmes de reconstruction et de développement à long terme. 
Les missions les plus significatives réalisées au cours des soixante dernières années sont :
- 1956 – aide aux réfugiés à la frontière austro-hongroise
- 1966 – 1975 : Aide aux réfugiés au Viêt Nam
- Depuis 1979 : Aide aux réfugiés en Thaïlande (pour les réfugiés venant des pays frontaliers)
- Depuis 1980 : Transport de produits d’aide vers l’Europe Centrale et Orientale
- 1989 : aide humanitaire pour les réfugiés d’Allemagne de l’est à Budapest
- 1994-1996 – intervention au Rwanda
- 1999 – intervention au Kosovo
- Depuis 2001 : Intervention d’urgence et reconstruction au Birmanie
- 2004 – aide aux réfugiés au Darfour
- 2005 – tsunami en Asie
- 2010 – tremblements de terre en Haïti et au Chili, inondations au Pakistan
- 2011 – tremblement de terre et tsunami au Japon, sécheresse au nord du Kenya
- 2012 - Aide d'urgence pour les réfugiés et déplacés Syriens, Urgence après les ouragans Isaac et Sandy en Haïti
- 2013 - Inondations en Allemagne et secours d'urgence après le typhon Haiyan aux Philippines
- 2014 - aide aux réfugiés au Soudan du Sud, secours d'urgence pour les déplacés au Nord de l'Irak
- 2015 - tremblement de terre au Népal, aide aux réfugiés au Moyen-Orient
- 2016 - crises en Syrie et au Soudan du Sud 2016 -Tremblements de terre en Italie
- 2017 - sécheresse au Kenya, ouragans en Amérique et Caraïbes; tremblements de terre au Mexique

## Valeurs et éthique[5]
Malteser International s’engage partout dans le Monde auprès de personnes dans le besoin, sans distinction de race, de religion ou de convictions politiques. Les valeurs chrétiennes et les principes humanitaires d’impartialité et d’indépendance constituent les fondements de ses actions.
Malteser International, organisation catholique, est présente également dans des pays non chrétiens et emploie ainsi de nombreuses personnes de confessions religieuses différentes. L’ONG travaille avec 90 % de collaborateurs locaux et fait appel au soutien des partenaires locaux (organisations confessionnelles et non-confessionnelles) et des structures d’Église pour développer ses projets sur le terrain. Malteser International s’engage à respecter certains codes et normes internationaux tels que le "Core Humanitarian Standard on Quality and Accountability" (www.corehumanitarianstandard.org), le "Code de Conduite humanitaire et les principes fondamentaux de la Croix Rouge et du Croissant Rouge", ainsi que la Charte humanitaire et les normes du Projet Sphère.  

## Structure
27 associations nationales et prieurés de l’ordre souverain de Malte adhèrent aujourd’hui à Malteser International. L’Assemblée Générale est composée des représentants de Malteser International, de la Direction, du Secrétaire Général, du Vice-Secrétaire Général ainsi que de l’aumônier. La direction de Malteser International est composée du Président et jusqu’à six Vice-Présidents. Le Secrétaire Général, supervise les activités opérationnelles, en accord avec la stratégie et le budget adoptés. Les branches régionales en Europe et en Amérique sont des membres associés de Malteser International. La Direction est composée du président, du vice-président, du trésorier, de l’aumônier, de deux autres membres élus ainsi que de représentants des sièges en Europe et en Amérique et de la région Asie/Pacifique. Elle est compétente en matière d’orientation stratégique et a pour principales missions de présenter le bilan, d’approuver le budget annuel et de nommer les experts comptables chargés de contrôler les comptes annuels. 
Thierry de Beaumont-Beynac est le Président de Malteser International depuis le 15 décembre 2012. Ingo Radtke est le Secrétaire Général. 

### Présidents
2005-2011 : Nicolas de Cock de Rameyen
2011-2012 : Johannes Freiherr Heereman
Depuis 2012 : Thierry de Beaumont-Beynac

## Partenaires et coopérations
Malteser International est membre des réseaux suivants: 
- Aktion Deutschland Hilft 
- WHO Global Health Cluster
- People in Aid 
- VENRO 
- VOICE 
- WASH Network
- KANK
- Disability inclusive DRR Network

## Finances 2016[7]
Volume total des projets en 2016 : 48,9 millions d’Euros
- Afrique : 9,5 millions d’euros
- Asie : 31 millions d’euros
- Amérique : 2,2 millions d’euros
- Europe : 3 millions d'euros
- Coûts administratifs : 3 millions d'euros